# Comuna Răzvad, Dâmbovița
Răzvad este o comună în județul Dâmbovița, Muntenia, România, formată din satele Gorgota, Răzvad (reședința) și Valea Voievozilor.

## Așezare
Comuna se află la est de municipiul Târgoviște, pe malul stâng al Ialomiței și este străbătută de șoseaua națională DN72 care leagă Târgoviște de Ploiești, drum din care pe teritoriul comunei se ramifică șoseaua județeană DJ720 care duce către Moreni.

## Demografie
Componența etnică a comunei Răzvad
     Români (92,47%)
     Alte etnii (0,23%)
     Necunoscută (7,3%)
Componența confesională a comunei Răzvad
     Ortodocși (89,69%)
     Alte religii (2,35%)
     Necunoscută (7,96%)
Conform recensământului efectuat în 2021, populația comunei Răzvad se ridică la 8.729 de locuitori, în creștere față de recensământul anterior din 2011, când fuseseră înregistrați 8.521 de locuitori. Majoritatea locuitorilor sunt români (92,47%), iar pentru 7,3% nu se cunoaște apartenența etnică. Din punct de vedere confesional, majoritatea locuitorilor sunt ortodocși (89,69%), iar pentru 7,96% nu se cunoaște apartenența confesională.

## Politică și administrație
Comuna Răzvad este administrată de un primar și un consiliu local compus din 15 consilieri. Primarul, Emanuel Spătaru[*], de la Partidul Social Democrat, este în funcție din 2016. Începând cu alegerile locale din 2024, consiliul local are următoarea componență pe partide politice:
|  | Partid                          | Consilieri | Componența Consiliului | Componența Consiliului | Componența Consiliului | Componența Consiliului | Componența Consiliului | Componența Consiliului | Componența Consiliului | Componența Consiliului | Componența Consiliului | Componența Consiliului | Componența Consiliului |
|  | ------------------------------- | ---------- | ---------------------- | ---------------------- | ---------------------- | ---------------------- | ---------------------- | ---------------------- | ---------------------- | ---------------------- | ---------------------- | ---------------------- | ---------------------- |
|  | Partidul Social Democrat        | 11         |                        |                        |                        |                        |                        |                        |                        |                        |                        |                        |                        |
|  | Alianța Dreapta Unită           | 2          |                        |                        |                        |                        |                        |                        |                        |                        |                        |                        |                        |
|  | Alianța pentru Unirea Românilor | 1          |                        |                        |                        |                        |                        |                        |                        |                        |                        |                        |                        |
|  | Partidul Național Liberal       | 1          |                        |                        |                        |                        |                        |                        |                        |                        |                        |                        |                        |

## Istorie
La sfârșitul secolului al XIX-lea, comuna Răzvad făcea parte din plasa Dealu-Dâmbovița a județului Dâmbovița și era formată din satele Răzvadu de Jos, Răzvadu de Sus și Gorgoteni, cu o populație de 2457 locuitori. În comună funcționau două biserici, o școală și două mori de apă.
În 1925, comuna avea aceeași compoziție dar era inclusă în plasa Târgoviște a aceluiași județ, populația ei fiind de 5020 de locuitori. În 1931, comuna a fost separată în două, comuna Răzvadu de Sus și comuna Răzvadu de Jos, ultima incluzând și satul Ochiuri.
În 1950, comunele au fost incluse în raionul Târgoviște al regiunii Prahova și apoi (după 1952) al regiunii Ploiești și la un moment dat au fost unite din nou, sub numele de Răzvadu de Jos. În 1968, comuna Răzvadu de Jos a revenit la județul Dâmbovița, reînființat, și a primit numele de Răzvad, cele două sate fiind comasate și ele într-unul singur cu acest nume; comuna a căpătat atunci componența actuală.